# Oecetis nervisquamosa
Oecetis nervisquamosa är en nattsländeart som först beskrevs av Schmid 1958.  Oecetis nervisquamosa ingår i släktet Oecetis och familjen långhornssländor. Inga underarter finns listade i Catalogue of Life.